# Zaklinacz dusz
Zaklinacz dusz / Zaklinaczka duchów (ang. Ghost Whisperer) – amerykański serial telewizyjny o młodej kobiecie porozumiewającej się z duchami - duszami zmarłych, które mają niedokończone sprawy na ziemi. Serial został stworzony przez Johna Graya. Główne role grają Jennifer Love Hewitt, Aisha Tyler i David Conrad. Jednym z producentów jest medium James Van Praagh.
Serial był emitowany w USA na kanale CBS od 23 września 2005 do 21 maja 2010 roku.
W Polsce był emitowany na kanale Fox Life, TVN 7 czy TVP 2 oraz TV Puls.

## Obsada
| Aktor                                 | Rola                   |
| ------------------------------------- | ---------------------- |
| Jennifer Love Hewitt                  | Melinda Gordon         |
| David Conrad                          | Jim Clancy / Sam Lucas |
| Aisha Tyler                           | Andrea Moreno          |
| Jay Mohr                              | profesor Rick Payne    |
| Camryn Manheim                        | Delia Banks            |
| Tyler Patrick Jones/Christoph Sanders | Ned Banks              |
| Jamie Kennedy                         | profesor Eli James     |
| Connor Gibbs                          | Aiden Lucas            |

## Lista odcinków
| Sezon | Sezon | Odcinki | Oryginalna emisja   | Oryginalna emisja | Oryginalna emisja | Oryginalna emisja    | Oryginalna emisja |
| Sezon | Sezon | Odcinki | Premiera sezonu     | Finał sezonu      | Premiera sezonu   | Finał sezonu         |                   |
| ----- | ----- | ------- | ------------------- | ----------------- | ----------------- | -------------------- | ----------------- |
|       | 1     | 22      | 23 września 2005    | 5 maja 2006       | 5 stycznia 2007   | 1 czerwca 2007       |                   |
|       | 2     | 22      | 22 września 2006    | 11 maja 2007      | 8 czerwca 2007    | 26 października 2007 |                   |
|       | 3     | 18      | 28 września 2007    | 16 maja 2008      | 13 maja 2008      | 9 września 2008      |                   |
|       | 4     | 23      | 3 października 2008 | 15 maja 2009      | 4 kwietnia 2009   | 25 lipca 2009        |                   |
|       | 5     | 22      | 25 września 2009    | 21 maja 2010      | 4 kwietnia 2010   | 25 lipca 2010        |                   |